# Vălișoara, Sălaj
Vălișoara (în trecut Valea Rea) este un sat în comuna Letca din județul Sălaj, Transilvania, România.

## Toponimie
Prima atestare a localității este din anul 1603, când apare sub numele de pagus novus Diospataka. Ulterior a purtat următoarele nume: 1650 Diospatak, 1733 Vallerej, 1750 Valyere, 1850 Vale Re, 1854 Valea Rea, 1964 Vălișoara.